# FC Metz mùa giải 2020–21
Mùa giải 2020-21 là mùa giải thứ 89 trong lịch sử câu lạc bộ FC Metz, và là mùa thứ 2 liên tiếp thi đấu tại Ligue 1. Bên cạnh đó, Metz còn tham dự Cúp bóng đá Pháp. Mùa giải của họ diễn ra từ 1 tháng 7 năm 2020 đến 30 tháng 6 năm 2021.

## Cầu thủ

### Đội 1
Tính đến 10 tháng 2 năm 2021.
Ghi chú: Quốc kỳ chỉ đội tuyển quốc gia được xác định rõ trong điều lệ tư cách FIFA. Các cầu thủ có thể giữ hơn một quốc tịch ngoài FIFA.
| Số | VT | Quốc gia    | Cầu thủ           |
| -- | -- | ----------- | ----------------- |
| 2  | HV | Tunisia     | Dylan Bronn       |
| 3  | HV | Pháp        | Matthieu Udol     |
| 4  | TV | Pháp        | Kévin N'Doram     |
| 5  | TV | Bờ Biển Ngà | Victorien Angban  |
| 6  | TV | Mali        | Mamadou Fofana    |
| 7  | TĐ | Sénégal     | Ibrahima Niane    |
| 8  | TV | Mali        | Boubacar Traoré   |
| 9  | TĐ | Pháp        | Thierry Ambrose   |
| 10 | TV | Algérie     | Farid Boulaya     |
| 11 | TV | Sénégal     | Opa Nguette       |
| 12 | TV | Pháp        | Warren Tchimbembé |
| 13 | TĐ | Sénégal     | Lamine Gueye      |
| 14 | TV | Pháp        | Vincent Pajot     |
| 15 | TV | Sénégal     | Pape Matar Sarr   |

| Số | VT | Quốc gia    | Cầu thủ                                 |
| -- | -- | ----------- | --------------------------------------- |
| 16 | TM | Algérie     | Alexandre Oukidja                       |
| 17 | HV | Pháp        | Thomas Delaine                          |
| 18 | HV | Pháp        | Fabien Centonze                         |
| 19 | TV | Bờ Biển Ngà | Habib Maïga                             |
| 20 | HV | Ghana       | Ernest Boahene                          |
| 21 | HV | Ghana       | John Boye (đội trưởng)                  |
| 22 | TV | Pháp        | Youssef Maziz                           |
| 23 | HV | Mali        | Boubakar Kouyaté                        |
| 24 | TĐ | Bỉ          | Aaron Leya Iseka (cho mượn từ Toulouse) |
| 26 | TĐ | Sénégal     | Pape Ndiaga Yade                        |
| 27 | TĐ | Cabo Verde  | Vagner Gonçalves                        |
| 28 | HV | Pháp        | Manuel Cabit                            |
| 29 | HV | Pháp        | Lenny Lacroix                           |
| 30 | TM | Pháp        | Marc-Aurèle Caillard                    |

### Cho mượn
Ghi chú: Quốc kỳ chỉ đội tuyển quốc gia được xác định rõ trong điều lệ tư cách FIFA. Các cầu thủ có thể giữ hơn một quốc tịch ngoài FIFA.
| Số | VT | Quốc gia | Cầu thủ                                  |
| -- | -- | -------- | ---------------------------------------- |
| —  | TM | Pháp     | Guillaume Dietsch (cho mượn tại Seraing) |
| —  | HV | Pháp     | Rayan Djedje (cho mượn tại Seraing)      |
| —  | HV | Pháp     | Yann Godart (cho mượn tại Seraing)       |
| —  | HV | Sénégal  | Ababacar Lô (cho mượn tại Seraing)       |
| —  | TV | Bỉ       | Sami Lahssaini (cho mượn tại Seraing)    |

| Số | VT | Quốc gia | Cầu thủ                                   |
| -- | -- | -------- | ----------------------------------------- |
| —  | TV | Sénégal  | Cheikh Sabaly (cho mượn tại Pau FC)       |
| —  | TV | Gambia   | Ablie Jallow (cho mượn tại Seraing)       |
| —  | TĐ | Pháp     | Georges Mikautadze (cho mượn tại Seraing) |
| —  | TĐ | Sénégal  | Amadou Dia N'Diaye (cho mượn tại Seraing) |

## Chuyển nhượng
| Số | VT | Quốc gia   | Cầu thủ                                               |
| -- | -- | ---------- | ----------------------------------------------------- |
| 4  | TV | Pháp       | Kévin N'Doram (từ Monaco)                             |
| 9  | TĐ | Pháp       | Thierry Ambrose (từ Manchester City)                  |
| 12 | TV | Pháp       | Warren Tchimbembé (from Troyes)                       |
| 13 | TĐ | Sénégal    | Lamine Gueye (từ Génération Foot)                     |
| 14 | TV | Pháp       | Vincent Pajot (từ Angers)                             |
| 23 | HV | Mali       | Boubakar Kouyaté (từ Troyes)                          |
| 24 | TĐ | Bỉ         | Aaron Leya Iseka (cho mượn từ Toulouse)               |
| 27 | TĐ | Cabo Verde | Vagner (từ Saint-Étienne, trước đây cho mượn ở Nancy) |
| 30 | TM | Pháp       | Marc-Aurèle Caillard (từ Guingamp)                    |

| Số | VT | Quốc gia   | Cầu thủ                                               |
| -- | -- | ---------- | ----------------------------------------------------- |
| 4  | TV | Pháp       | Kévin N'Doram (từ Monaco)                             |
| 9  | TĐ | Pháp       | Thierry Ambrose (từ Manchester City)                  |
| 12 | TV | Pháp       | Warren Tchimbembé (from Troyes)                       |
| 13 | TĐ | Sénégal    | Lamine Gueye (từ Génération Foot)                     |
| 14 | TV | Pháp       | Vincent Pajot (từ Angers)                             |
| 23 | HV | Mali       | Boubakar Kouyaté (từ Troyes)                          |
| 24 | TĐ | Bỉ         | Aaron Leya Iseka (cho mượn từ Toulouse)               |
| 27 | TĐ | Cabo Verde | Vagner (từ Saint-Étienne, trước đây cho mượn ở Nancy) |
| 30 | TM | Pháp       | Marc-Aurèle Caillard (từ Guingamp)                    |

| Số | VT | Quốc gia   | Cầu thủ                                                            |
| -- | -- | ---------- | ------------------------------------------------------------------ |
| 10 | TV | Pháp       | Marvin Gakpa (to Paris)                                            |
| 20 | TĐ | Sénégal    | Habib Diallo (to Strasbourg)                                       |
| 22 | TV | Bỉ         | Sami Lahssaini (on loan to Seraing)                                |
| 24 | TV | Pháp       | Renaud Cohade (free agent)                                         |
| 25 | TV | Mali       | Adama Traoré (loan return to Monaco)                               |
| 30 | TM | Pháp       | Guillaume Dietsch (on loan to Seraing)                             |
| —  | TĐ | Sénégal    | Cheikh Sabaly (loan extension to Pau)                              |
| —  | TV | Gambia     | Ablie Jallow (on loan to Seraing, previously on loan at Ajaccio)   |
| —  | TV | Pháp       | Raouf Mroivili (free agent, previously on loan at Seraing)         |
| —  | HV | Luxembourg | Laurent Jans (to Standard Liège, previously on loan at Paderborn)  |
| —  | TV | Luxembourg | Vincent Thill (to Nacional, previously on loan at Orléans)         |
| —  | TV | Haiti      | Leverton Pierre (to Dunkerque, previously on loan)                 |
| —  | TV | Pháp       | Gauthier Hein (to Auxerre, previously on loan at Valenciennes)     |
| —  | TV | Argentina  | Gerónimo Poblete (to La Serena, previously on loan at San Lorenzo) |

| Số | VT | Quốc gia   | Cầu thủ                                                            |
| -- | -- | ---------- | ------------------------------------------------------------------ |
| 10 | TV | Pháp       | Marvin Gakpa (to Paris)                                            |
| 20 | TĐ | Sénégal    | Habib Diallo (to Strasbourg)                                       |
| 22 | TV | Bỉ         | Sami Lahssaini (on loan to Seraing)                                |
| 24 | TV | Pháp       | Renaud Cohade (free agent)                                         |
| 25 | TV | Mali       | Adama Traoré (loan return to Monaco)                               |
| 30 | TM | Pháp       | Guillaume Dietsch (on loan to Seraing)                             |
| —  | TĐ | Sénégal    | Cheikh Sabaly (loan extension to Pau)                              |
| —  | TV | Gambia     | Ablie Jallow (on loan to Seraing, previously on loan at Ajaccio)   |
| —  | TV | Pháp       | Raouf Mroivili (free agent, previously on loan at Seraing)         |
| —  | HV | Luxembourg | Laurent Jans (to Standard Liège, previously on loan at Paderborn)  |
| —  | TV | Luxembourg | Vincent Thill (to Nacional, previously on loan at Orléans)         |
| —  | TV | Haiti      | Leverton Pierre (to Dunkerque, previously on loan)                 |
| —  | TV | Pháp       | Gauthier Hein (to Auxerre, previously on loan at Valenciennes)     |
| —  | TV | Argentina  | Gerónimo Poblete (to La Serena, previously on loan at San Lorenzo) |

## Giao hữu
Thắng
      Hòa
      Thua
      Lịch thi đấu
| 17 tháng 7 năm 2020 Giao hữu | Metz                                            | 4–1      | RFC Seraing      | Metz, Pháp                                      |  |
| 17:00 CEST (UTC+2)           | - Niane 8' - Yade 28' - Pajot 40' - Nguette 75' | Chi tiết | - Mikautadze 65' | Sân vận động: Centre d’Entraînement de Frescaty |  |

| 24 tháng 7 năm 2020 Giao hữu | Metz                                     | 3–0      | Charleroi | Metz, Pháp                                  |  |
| 16:00 CEST (UTC+2)           | - Ambrose 53' - Boulaya 87' - Gueye 113' | Chi tiết |           | Sân vận động: Sân vận động Saint-Symphorien |  |

| 28 tháng 7 năm 2020 Giao hữu | Gent                               | 3–0      | Metz | Ghent, Bỉ                    |  |
| 17:00 CEST (UTC+2)           | - Yaremchuk 13', 21' - Plastun 64' | Chi tiết |      | Sân vận động: Ghelamco Arena |  |

| 1 tháng 8 năm 2020 Giao hữu | Metz          | 1–0      | KV Mechelen | Metz, Pháp                                  |  |
| 10:30 CEST (UTC+2)          | - Boulaya 29' | Chi tiết |             | Sân vận động: Sân vận động Saint-Symphorien |  |

| 7 tháng 8 năm 2020 Giao hữu                              | Dijon            | 1–2      | Metz                     | Dijon, Pháp                              |  |
| 10:30 CEST (UTC+2)                                       | - Scheidler 105' | Chi tiết | - Nguette 15' - Yade 78' | Sân vận động: Sân vận động Gaston Gérard |  |
| Ghi chú: Trận đấu được thi đấu 3 hiệp, mỗi hiệp 45 phút. |                  |          |                          |                                          |  |

| 15 tháng 8 năm 2020 Giao hữu | Strasbourg              | 2–3      | Metz                                       | Molsheim, Pháp                    |  |
| 17:00 CEST (UTC+2)           | - Saadi 58' - Besic 87' | Chi tiết | - Niane 21', 35' - Boulaya 40' - Pajot 44' | Sân vận động: Stadium de Molsheim |  |

| 15 tháng 8 năm 2020 Giao hữu | Strasbourg | Hủy | Metz | Colmar, Pháp                      |  |
| 18:00 CEST (UTC+2)           |            |     |      | Sân vận động: Sân vận động Colmar |  |

| 22 tháng 8 năm 2020 Giao hữu | Metz                                   | 1–1 | Montpellier   | Besançon, Pháp                                              |  |
| 17:00 CEST (UTC+2)           | - Bronn 25' - Angban 52' - Boulaya 65' |     | - Laborde 41' | Sân vận động: Stade Léo Lagrange Trọng tài: Mathieu Vernice |  |

| 4 tháng 9 năm 2020 Giao hữu | Metz | Hủy | 1. FC Kaiserslautern | Metz, Pháp |
| 15:00 CEST (UTC+2)          |      |     |                      |            |

## Giải đấu

### Thành tích
| Giải đấu         | Trận đấu đầu tiên   | Trận đấu cuối cùng  | Vòng đấu mở màn | Vị trí chung cuộc | Thành tích | Thành tích | Thành tích | Thành tích | Thành tích | Thành tích | Thành tích | Thành tích |
| Giải đấu         | Trận đấu đầu tiên   | Trận đấu cuối cùng  | Vòng đấu mở màn | Vị trí chung cuộc | ST         | T          | H          | B          | BT         | BB         | HS         | % thắng    |
| ---------------- | ------------------- | ------------------- | --------------- | ----------------- | ---------- | ---------- | ---------- | ---------- | ---------- | ---------- | ---------- | ---------- |
| Ligue 1          | 30 tháng 8 năm 2020 | 23 tháng 5 năm 2021 | Vòng 1          | Thứ 10            | 38         | 12         | 11         | 15         | 44         | 48         | −4         | 031,58     |
| Cúp bóng đá Pháp | 10 tháng 2 năm 2021 | 6 tháng 4 năm 2021  | Vòng 64 đội     | Vòng 1/8          | 3          | 2          | 1          | 0          | 6          | 1          | +5         | 066,67     |
| Tổng cộng        | Tổng cộng           | Tổng cộng           | Tổng cộng       | Tổng cộng         | 41         | 14         | 12         | 15         | 50         | 49         | +1         | 034,15     |

Cập nhật lần cuối: 23 tháng 5 năm 2021
Nguồn: Soccerway

## Thống kê

### Bàn thắng
Tính đến 18 tháng 10 năm 2020
| Rank      | No.       | Pos       | Nat       | Tên            | Ligue 1 | Cúp bóng đá Pháp | Tổng cộng |
| --------- | --------- | --------- | --------- | -------------- | ------- | ---------------- | --------- |
| 1         | 7         | FW        | Sénégal   | Ibrahima Niane | 6       | 0                | 6         |
| 2         | 11        | MF        | Sénégal   | Opa Nguette    | 1       | 0                | 1         |
| Tổng cộng | Tổng cộng | Tổng cộng | Tổng cộng | Tổng cộng      | 7       | 0                | 7         |